# 薄腺毛草
薄腺毛草（學名：Byblis lamellata），一般直接稱作彩虹草，為腺毛草科家族的一年生食肉植物。本種為澳洲所特有。

## 外部連結
- （英文） 西澳花卉資料庫的薄腺毛草分佈[]
- （英文） 食肉植物的問與答：腺毛草：彩虹植物 （页面存档备份，存于）